# Theodore Dwight Weld
Pour les articles homonymes, voir Weld.
Theodore Dwight Weld, né le 23 novembre 1803 à Hampton dans l'État du Connecticut et mort le 3 février 1895 à Hyde Park dans l'État du Massachusetts, est un abolitionniste américain. 

## Biographie
Il est plus particulièrement connu pour sa compilation, American Slavery As It Is : Testimony of a Thousand Witnesses, élaborée avec l'aide de sa femme Angelina Grimké et de la sœur de cette dernière, Sarah Grimké. Publiée en 1839, elle servit notamment de source d'inspiration à Harriet Beecher Stowe pour la rédaction de son roman à succès La Case de l'oncle Tom,,,.

## Œuvres
Les œuvres de Theodore Dwight Weld connaissent des rééditions modernes :
- (en) In Memory; Angelina Grimke Weld, General Books, 14 octobre 2010, 50 p. (ISBN 978-0-217-78063-6),
- (en) Co-écrit avec Sarah Grimké & Angelina Emily Grimké, American Slavery as it Is : Testimony of a Thousand Witnesses, The University of North Carolina Press, 1er septembre 2011, 552 p. (ISBN 978-0-8078-6957-4),
- (en) The Power of Congress Over the District of Columbia, Gale, Sabin Americana, 22 février 2012, 58 p. (ISBN 978-1-275-79734-5),
- (en) American Slavery as It Was in 1839, Badgley Publishing Company, 6 février 2013, 560 p. (ISBN 978-0-615-76440-5, lire en ligne),
- (en) The Bible Against Slavery, Sagwan Press, 22 août 2015, 116 p. (ISBN 978-1-296-93625-9),
- (en) American Slavery As It Was : The Background Of Twelve Years A Slave, Jazzybee Verlag, 29 novembre 2017, 348 p. (ISBN 978-3-8496-7364-2),

### Notices dans des encyclopédies ou manuels de référence
- (en-US) Bill J. Leonard & George H. Shriver (dir.), Encyclopedia of Religious Controversies in the United States, Westport, Connecticut, Greenwood Press, 16 octobre 1997, 549 p. (ISBN 9780313296918, lire en ligne), p. 500-501,
- (en-US) Suzan Michele Bourgoin (dir.), Encyclopedia of World Biography, vol. 16. Vitoria-Zworykin, Detroit, Michigan, Gale Research, 2 décembre 1997, 540 p. (ISBN 9780787625566, lire en ligne), p. 186,
- (en-US) Edward L. Queen II (dir.), Encyclopedia of American Religious History, vol. 3. P-Z, New York, Facts on File, 20 février 2009, 1163 p. (ISBN 9780816066605, lire en ligne), p. 1049-1050,
- (en-US) George Thomas Kurian & Mark A. Lamport (dir.), Encyclopedia of Christianity in the United States, vol. 5. S-Z, Lanham, Maryland, Rowman & Littlefield, 10 novembre 2016, 2781 p. (ISBN 9781442244313, lire en ligne), p. 2451-2452,

### Essais
- (en) Benjamin Platt Thomas, Theodore Weld, crusader for freedom, Rutgers University Press, 1950, 326 p. (ISBN 978-0-374-97857-0, lire en ligne),
- (en) Robert H. Abzug, Passionate Liberator : Theodore Dwight Weld & the Dilemma of Reform, Oxford University Press, 4 février 1982, 390 p. (ISBN 978-0-19-503061-7),
- (en) Susan Brophy Down, Theodore Weld : Architect of Abolitionism, Crabtree Pub Co, 30 janvier 2013, 72 p. (ISBN 978-0-7787-1065-3, lire en ligne),

### Articles
- (en-US) Robert K. Nelson, « "The Forgetfulness of Sex": Devotion and Desire in the Courtship Letters of Angelina Grimke and Theodore Dwight Weld », Journal of Social History, Vol. 37, No. 3,‎ printemps 2004, p. 663-679 (17 pages) (lire en ligne ),